# Karol Maśliński
Karol Zdzisław Maśliński – prezydent Zgierza w latach 2002–2006.
Pomysłodawca symbolu promocyjnego miasta Zgierz – „Jeża ze Zgierza”, a także pomysłodawca hejnału miasta (motyw muzyczny – melodia piosenki „Stary młynarz ze Zgierza” autorstwa Adama Kowalskiego w opracowaniu muzycznym Ireneusza Gusta). Laureat nagrody Syzyf Roku 2004 w kategorii prezydent miasta, przyznawanej przez Kongregację Przemysłowo-Handlową Ogólnopolską Izbę Gospodarczą. W latach 2002–2006 przewodniczący komisji Polityki Gospodarczej i Promocji Miast w Związku Miast Polskich.